# Bouillon (by)
 For alternative betydninger, se Bouillon (flertydig). (Se også artikler, som begynder med Bouillon)
Bouillon er en by og en kommune i den belgiske provins Luxembourg i Vallonien. Kommunens areal er på 149,09 km², og indbyggertallet er på 5.469 pr. 1. januar 2010.
Byen er populær blandt turister, som blandt andet kan bo på det store gamle Hotel de la Poste i centrum af byen og lige ved floden.
Byen ligger i et skovklædt område på grænsen til Frankrig, lige hvor floden Semois slår et skarpt knæk. En hovedattraktioner er Bouillons borg, som Godfred af Bouillon solgte for at finansiere sin deltagelse i korstogene.